# Kuh-e Rud
Kuh-e Rud – pasmo górskie, o długości ok. 900 km, położone w Iranie, w środkowej części Wyżyny Irańskiej, na wschód od gór Zagros. Najwyższy szczyt to wygasły wulkan, Hazaran, o wysokości 4420 m n.p.m.
Główne miasta rejonie Kuh-e Rud to Isfahan, Jazd. 
Krajobraz półpustynny lub stepowy, obecne rzeki okresowe.